# Orchard Road
Orchard Road (ou simplement Orchard) est une grande et célèbre voie de Singapour. Elle constitue une attraction touristique majeure de la cité-État et la principale artère commerciale du pays, de nombreux centres commerciaux et grands magasins donnant sur la rue.

## Description

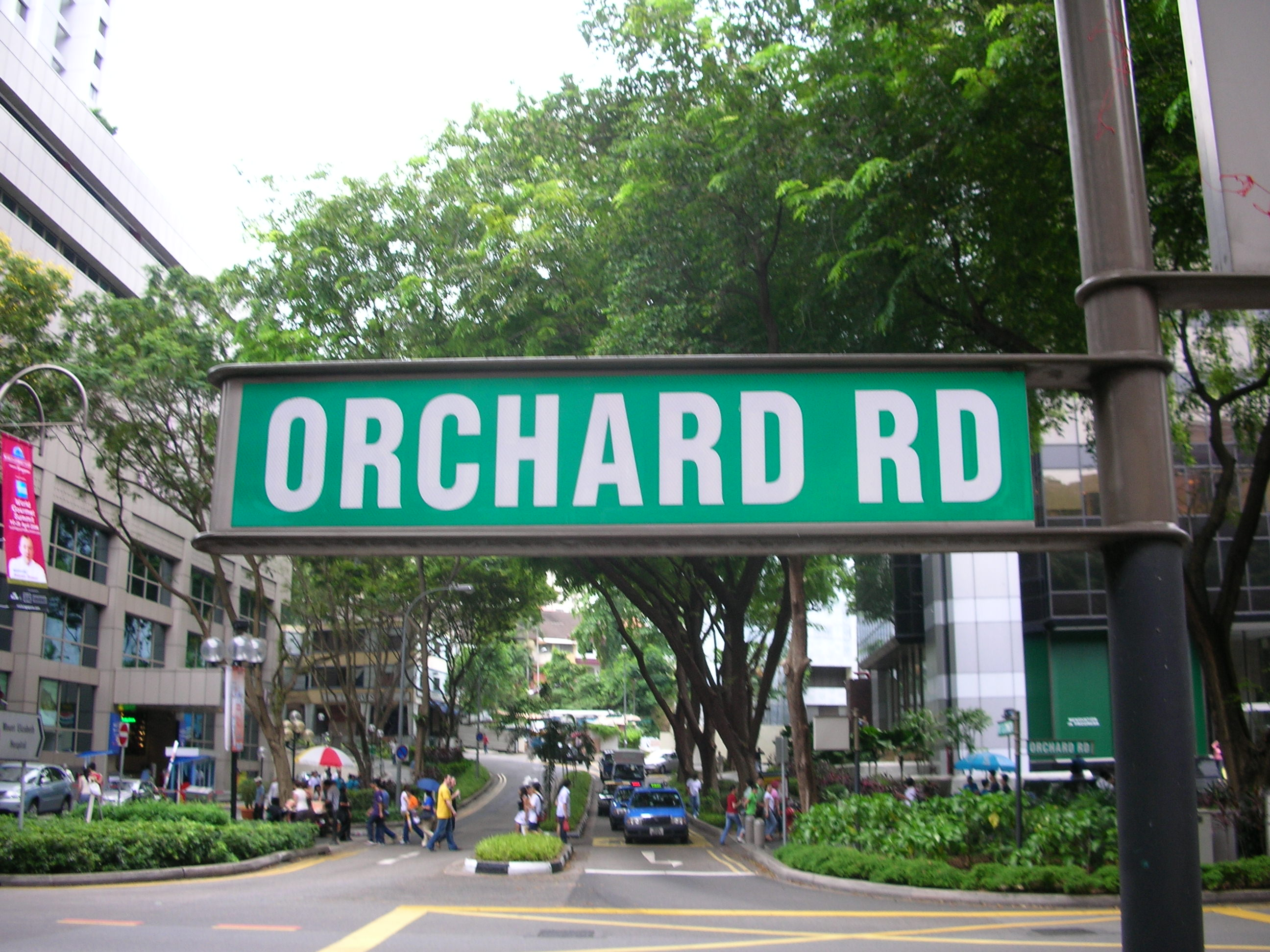
Panneau indiquant Orchard Road.

Orchard Road est une voie à sens unique qui s'étend sur 2 200 mètres reliant Orange Grove Road à l'ouest à Handy Road au sud-est où elle devient Bras Basah Road. Elle possède de nombreuses infrastructures souterraines avec notamment des passages piétons permettant de relier les principaux centres commerciaux entre eux. La numérotation débute à partir de Handy Road (à contre-sens de la circulation).

## Historique
Orchard Road tire son nom des vergers et champs de noix de muscade et poivrier noir auquel la route menait au milieu du XIXe siècle. Le développement commercial ne commença qu'au XXe siècle et ne prit son essor qu'à partir des années 1970.
La route était déjà tracée dans les années 1830 bien que la carte de Singapour de Georges Coleman (ingénieur civil et architecte) n'en fasse pas mention. La zone était alors couverte de plantations d'Uncaria et de poivrier noir avant que les champs de noix de muscade et les vergers prédominent.
En 1846, les habitations atteignirent Tank Road. Il n'y avait alors aucune maison sur le côté gauche et trois ou quatre étaient dressées au niveau d'Orchard Road. L'une des principales vues de l'époque consistait du domaine du Dr. Jun avec ses plantations au coin de l'actuel carrefour entre Scotts Road et Orchard Road, d'où son nom.
À la fin des années 1840, des cimetières prirent place le long de la route avec un grand cimetière chinois à l'emplacement actuel de l'hôtel Meritus Mandarin et de Ngee Ann City alors que celui des sumatraiens est au niveau de l'hôtel Grand Central. Un cimetière Juif était placé au niveau de la station de MRT de Dhoby Ghaut jusqu'en 1984.

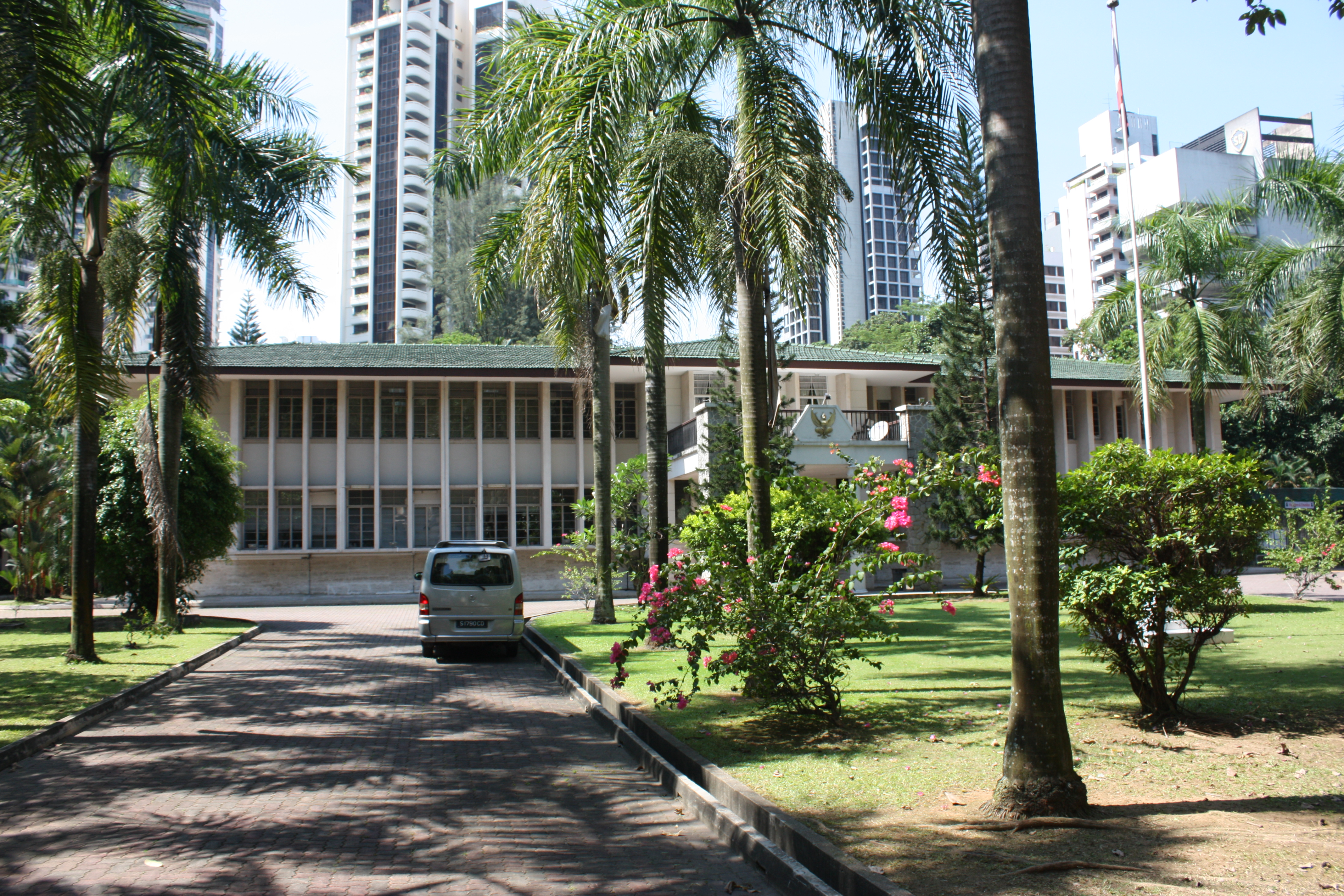
Ambassade de Thaïlande à Singapour (2009)

Dans les années 1860, de nombreuses maisons individuelles et autre bungalows furent construites aux abords de la route. Au début des années 1890, Rama V, alors roi de Thaïlande, acheta "Hurricane House" dans le voisinage d'Orchard Road ainsi que deux parcelles annexes pour former aujourd'hui l'actuelle ambassade de Thaïlande.
Au début du XXe siècle, Orchard Road était décrite comme présentant "l'apparence d'une avenue ombragée aux demeures anglaises" et comparable "aux calmes et cependant magnifiques allées du comté de Devon." Les Chinois appelaient l'endroit tang leng pa sat koi (ou « rue du marché de Tanglin »), les Tamouls l'appelaient vaira kimadam (ou « place du Fakir ») ou encore muttu than (« hautes terres ») en référence aux nombreuses collines avoisinantes.
En 1974, la circulation, à double sens jusqu'alors, passa à sens unique.
En juin 2010, des pluies torrentielles provoquèrent une inondation importante, affectant aussi les centres commerciaux et les bureaux avoisinants.

## Bâtiments et sites remarquables

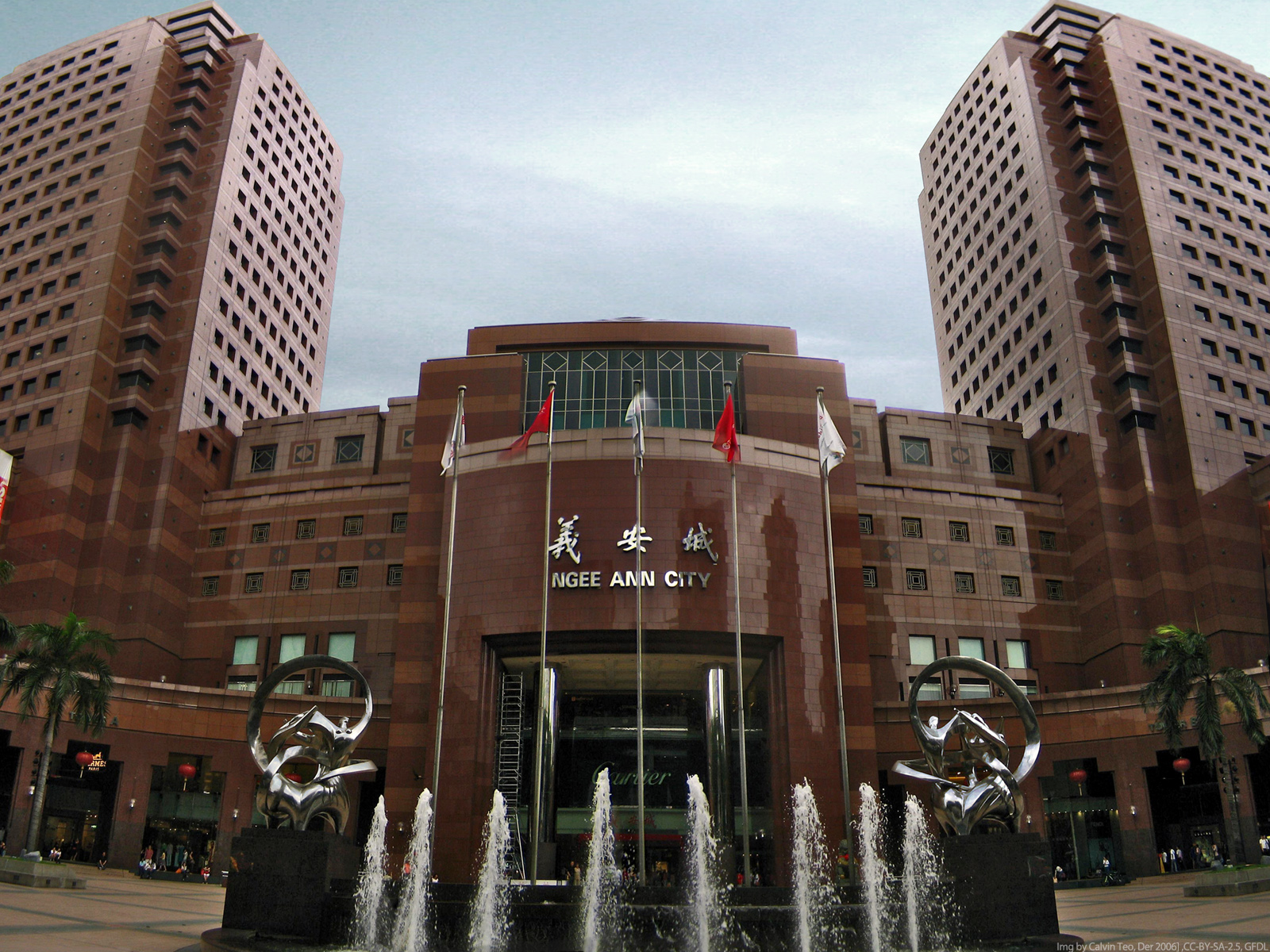
Ngee Ann City est le grand magasin le plus vaste sur Orchard Road

- Istana, la résidence et bureau du président de Singapour se situe sur Orchard Road. Istana signifie « palais » en malais.
- Le jardin botanique au nord d'Orchard Road.
- L'hotel Goodwood Park, typique de l'architecture coloniale.
- Tangs, le premier grand magasin construit à Singapour (1934) au croisement de Scotts et Orchard.
- Emerald Hill où se situent de riches demeures chinoises d'époque.
- Grands magasins et centres commerciaux de Ngee Ann City, ION Orchard, Plaza Singapura, etc.
- MacDonald House, cible de l'attentat de la maison MacDonald le 10 mars 1965.

## Stations de métro

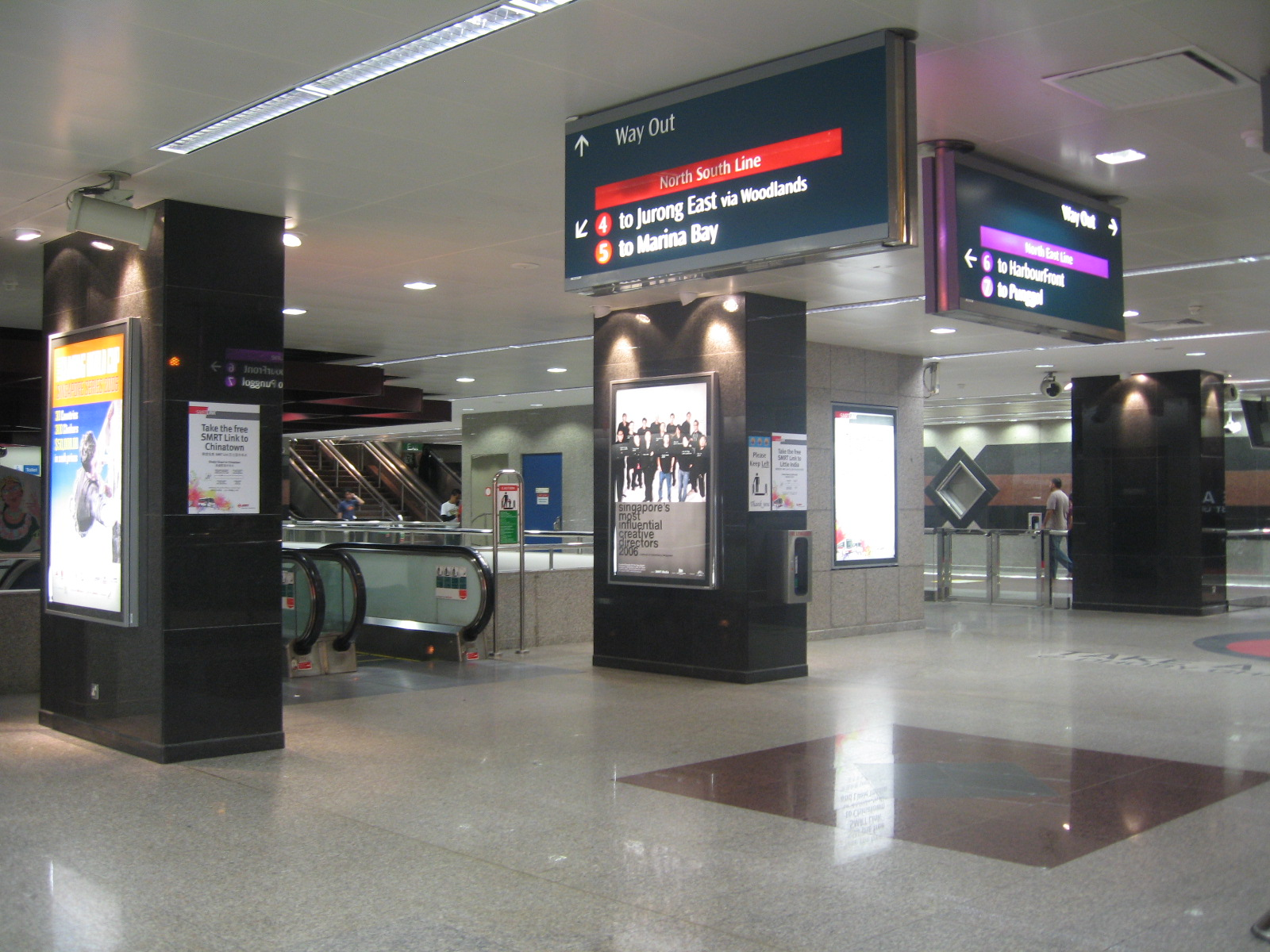
Station de Dhoby Ghaut (2006)

- Station NS22 Orchard (North South Line)
- Station NS23 Somerset (North South Line)
- Station NS24/NE6/CC1 Dhoby Ghaut (North South Line, North East Line et Circle Line)